# Cafè Caleta
El cafè Caleta és un tipus de cafè d'Eivissa amb brandy, rom i pela de cítrics. Aquest preparació del cafè data de mitjan segle xx per pescadors de sa Caleta, d'on se suposa que s'originà el nom.

## Ingredients
- 400 gr de cafè molt
- 250 gr de sucre
- ½ l d'aigua
- 1 ampolla de brandy
- 1 ampolla de rom
- La pela d'1 llimona
- La pela d'1 taronja
- Grans de cafè

## Preparació
- Escalfau l'aigua fins a bullir, apagau el foc d'afegir el cafè molt, després deixau en repòs durant un quart.
- Fasseu un caramel amb el sucre i afegiu el brandy i el rom. Quan bulli, afegiu-hi les peles i els grans de cafè. Flambegeu fins que la flama es converteix de color blau.
- Colau el cafè i afegiu l'alcohol.
- Serviu-ho ben calent.